# Ummanz (wyspa)

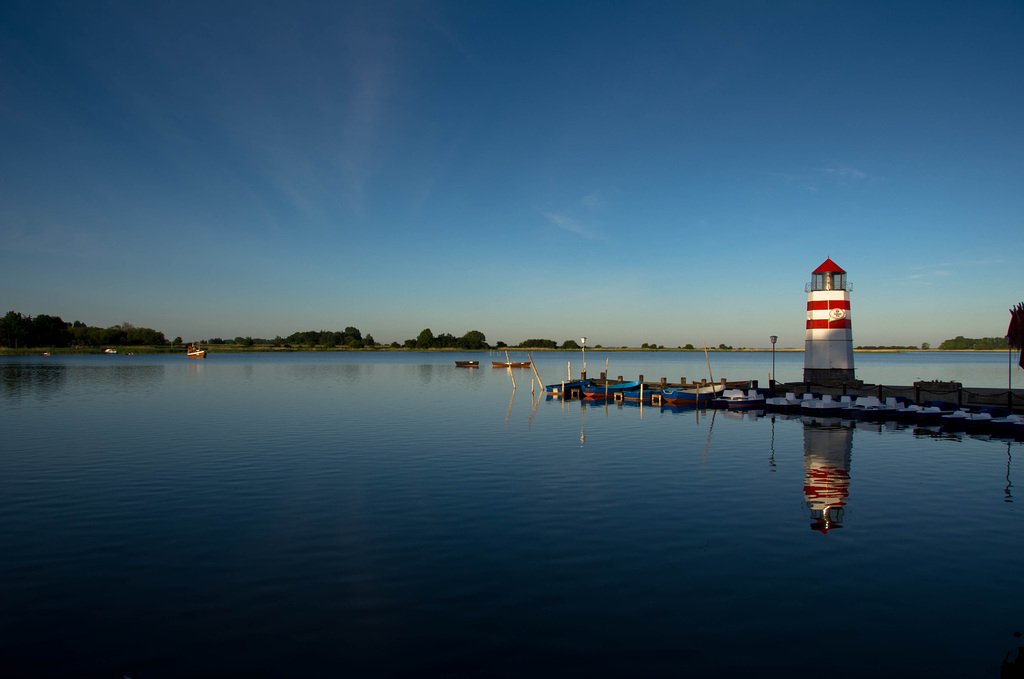
Waase, Ummanz

Ummanz (pol. Omaniec lub Umaniec) – niemiecka wyspa na Morzu Bałtyckim leżąca na zachód od Rugii w kraju związkowym Meklemburgia-Pomorze Przednie. Wchodzi w skład powiatu Vorpommern-Rügen i gminy o tej samej nazwie w urzędzie West-Rügen. Powierzchnia wyspy wynosi 20 km², po wyspie Rugii jest drugą pod względem wielkości wyspą powiatu.